# 頼賀
頼賀（らいが）は、戦国時代から江戸時代初期の富士山興法寺衆徒。

## 経歴
頼賀は富士山興法寺歴代のうち第52代に数えられる人物であり、村山三坊のうち大鏡坊を継承した衆徒である。
天正11年（1583年）7月に頼賀は大鏡坊を継承している。また同年の頼賀の発給文書によると、富士先達である者の檀那場を保証するなどしている。これは大鏡坊の代替わりにあたり、従来の権利を追認したものと目される。
大鏡坊を継承する者は「頼」を通字としており、例えば第50代は「頼慶」で、頼賀の先代にあたる第51代は「頼恵」である。また『富士山伝記并興法寺歴代』によると頼慶の弟が頼恵で、頼慶の子が頼賀とある。

## 妻子
妻は大宮城主であった富士信忠の娘である。
また江戸幕府旗本である井出正易の母親は頼賀の娘であるため（父親は井出正勝）、正易は頼賀の孫にあたる。
妻の出自である富士氏は駿河国富士上方（現在の静岡県富士宮市）の国衆であり、また頼賀自身も同じく富士上方の勢力であった。頼賀の一族は『葛山系譜』に記されるため富士郡の葛山一族とされるが、系図が不正確である点も指摘され、一族全体の様相は判然としない部分がある。
また頼賀の娘が嫁した井出家も本家筋が富士上方を本拠とする一族である。